# Reto Camenisch
Reto Camenisch (* 29. April 1958 in Thun) ist ein Schweizer Fotograf und Filmemacher.

## Leben
Camenisch wuchs in der Stadt Thun auf. 1964 starb sein Vater Edmond Camenisch durch einen Jagdunfall. Als Schüler einer höheren Handelsschule interessierte er sich mit 15 Jahren für die Fotografie. 1978 erfolgte die Eröffnung des eigenen Fotoateliers. Ab 1982 war er als freischaffender Porträt- und Reportagefotograf für nationale (Du, Das Magazin, NZZ Wochenende & Zeitbilder) und internationale (FAZ-Magazin, Geo) Printmedien tätig, wie auch für die Werbung. 2003 beendigte er die Zusammenarbeit mit fast allen Printmedien und kehrte dem Fotojournalismus den Rücken. Seither konzentriert er sich auf das künstlerische Werk.
Zentrale Werkkomplexe münden in vier Publikationen: Bürgerbilder (1993), Bluesland (1997), Reto Camenisch – Zeit (2006) und Berge Pilger Orte (2011). Ab 1990 prägte ihn künstlerisch die Begegnung mit Richard Avedon. Es entstanden zahllose Künstlerporträts, vor allem von Musikern. Es folgte eine ausgedehnte Reisetätigkeit, darunter zwischen 1992 und 1997 mehrere Aufenthalte im Mississippi-Delta.
Seit 1990 ist Reto Camenisch als freier Dozent für Fotografie tätig und war von 2011 bis 2022 Studienleiter für «Redaktionelle Fotografie» an der Schweizer Journalistenschule MAZ in Luzern.

## Werk
Camenischs Arbeiten reihen sich in die Tradition der analogen, schwarzweissen Reportage- und Porträtfotografie. Stehen gelassene Polaroid-Streifen, die Belichtung der Negative auf Barytpapier und die Ablehnung digitaler Technologien sind Anzeichen für das authentische, auf chemischem Weg und von Hand entwickelte Lichtbild. Die Entwicklung seines Œuvres lässt sich als kontinuierlicher Prozess der Verlangsamung, Verinnerlichung und Vertiefung begreifen: von der Hektik der Newsfotografie zum kontemplativen Warten auf das Bild, vom Klein- und Mittel- zum Grossformat. Die frühen Porträts zeichnen sich durch eine starke, oft formatsprengende Präsenz der Modelle ohne inszenatorischen Firlefanz aus. Der neutrale Hintergrund blendet alles nicht Körperhafte aus und schafft Momente grosser Unmittelbarkeit. Ende der Achtzigerjahre erscheinen die Porträtierten eingebettet in ihren lebensweltlichen Kontext, beispielhaft im Werkblock der Bürgerbilder, einer Bestandsaufnahme von Menschen in Thun.
Eine düstere Tonalität durchzieht das gesamte spätere Werk. Auf der Suche nach dem Blues stösst Camenisch im Mississippi-Delta auf einen befremdenden, maroden, fast menschenleeren Landstrich. Das Projekt Bluesland entpuppt sich für den Künstler als Echoraum eigener Kindheitserfahrungen. Darum stellt er den USA-Bildern eine Serie vom Unfallort seines Vaters voran. 
Camenisch arbeitet seit 1999 fast ausschliesslich mit der 4x5-Inch-Kamera. Auf tagelangen Wanderungen im Entlebuch, in Neuseeland oder Lanzarote entsteht oft nur ein einziges Bild, fernab jedes Postkartenidylls. In fein zerfliessenden Schwarzwerten überhöht Camenisch die sichtbare Welt zum Sinnbild einer oft schwermütigen Befindlichkeit.

## Ausstellungen(Auswahl)

### Einzelausstellungen
- 2002: Reto Camenisch – Orte. Galerie Martin Krebs, Bern
- 2003: Reto Camenisch – Zeit. Galerie Römerapotheke, Zürich
- 2004: Reto Camenisch – Landscapes. Museum Shed 11, Wellington New Zealand
- 2004: Reto Camenisch – Zeit. Galerie zur Münz, Zug
- 2007, 2011: Galerie Kudlek Van der Grinten, Köln
- 2013: Reto Camenisch – Porträts. Kornhausforum, Bern
- 2014: Reto Camenisch – Porträts & Passagen. Fotokammer, Luzern
- 2015: Galerie für Alpine Fotografie Bsinti, Braunwald
- 2015: Galerie Loeb Etagen, Bern
- 2016, 2019: Galerie Stephan Witschi, Zürich
- 2018, 2022: Galerie Bernhard Bischoff & Partner, Bern

### Gruppenausstellungen
- 2002: Forever Tattoo, Das Gelbe Haus, Flims
- 2004: Gesammelte Landschaften. Kunstmuseum Thun
- 2010: Landschaft im Wandel, Kunstmuseum Thun
- 2007: Krakau Photomonth. Krakau
- 2011: Quand l'art fait rire. Musée cantonal des Beaux-Arts de Lausanne
- 2011+2012: Von Horizonten. Fotomuseum Winterthur
- 2013: Natur? Schweizer Fotografie 1870 bis heute. Kunsthalle Palazzo. Liestal
- 2013: Heliogravüre. Kunstmuseum Chur
- 2013: Originally Bern. Reto Camenisch, Raffaella Chiara, Kotscha Reist, Francisco Sierra, Dominik Stauch. Galerie Bernhard Bischoff & Partner, Bern
- 2014: Jenseits der Ansichtskarte. Die Alpen in der Fotografie. Vorarlberg Museum, Bregenz
- 2018: Tektonik, 10 Jahre Welterbe Sardona, Glarus
- 2018: Aller retour. Kunstmuseum Thun,
- 2022: «Your Life» Fotografien aus der KWS Sammlung. Museum Franz Gertsch Burgdorf
- 2022: Journéé Photographique Bienne
- 2022: Museum Franz Gertsch Burgdorf, «Your Life»
- 2024: Nuit de La Photo La Chaux-de-Fonds
- 2024: Galerie Stephan Witschi Zürich, «Floral unterwegs»

## Werke in öffentlichen Sammlungen
- Musée de l’Elysée Lausanne
- Guggenheim Collection New York
- Kunstmuseum Thun
- New Zealand Centre for Photography Wellington
- Fotomuseum Winterthur
- Fotostiftung Schweiz Winterthur[1]
- Keller-Wedekind Stiftung Zürich[2]
- Landesbank Baden-Württemberg
- Berner Kantonalbank
- DC Bank Bern
- Mobiliar Versicherungen Schweiz
- Price Waterhouse Coopers Basel.

## Preise und Auszeichnungen
- 1985: Fotopreis des Kantons Bern
- 1993: European Kodak Gold Award als bester Schweizer Porträtfotograf
- 1999: Kulturpreis der Stadt Thun
- 2012: Nominierung Börsenverein des Deutschen Buchhandels, Kategorie „Schönstes Fotobuch 2012“ / Berge Pilger Orte
- 2022: Kulturpreis Bürgi Willert Stiftung Bern[3]

## Publikationen
- Bürgerbilder. Text: Andreas Dietrich. Benteli, Bern 1993,  ISBN 3-7165-0876-4.
- Bluesland. Bildband mit Texten von Margret Mellert. Verlag Ott, Thun 1997,  ISBN 3-7225-6889-7.
- Zeit. Bildband mit Texten von Urs Stahel, Kerstin Stremmel. Benteli, Bern 2006, ISBN 3-7165-1404-7.
- Berge Pilger Orte. Bildband mit Texten von Béatrice von Matt. Edition Witschi, Zürich 2011, ISBN 978-3-9523619-3-1.
- Reto Camenisch Porträts. 1982–2012. Mit Texten von Bernhard Giger, Bänz Friedli, Marco Meier. Edition Witschi, Zürich 2012, ISBN 978-3-9523619-7-9.
- Das vierte Drittel und die Poesie der Angst. Mit Texten von Balts Nill, Daniel Blochwitz, Edition Till Schaap Bern 2022, ISBN 9783038780687.

## Film
- «Heicho» - Der Blues des Walter Liniger. Schweiz/USA, 61 min, Dokumentarfilm[4]